# قصف قاح
قصفُ قاح ويُعرف في وسائل إعلام المُعارضة السورية وبعض وسائل الإعلام العربيّة باسمِ مجزرة قاح هو هجومٌ حصل في 20 تشرين الثاني/نوفمبر 2019 عبر صاروخ أرض أرض يحملُ قنابل عنقودية أطلقهُ الجيش العربي السوري بمعيّة عددٍ من الميليشيات الإيرانية مِن معامل الدفاع جنوب حلب إلى أن استهدفَ مخيمًا للنازحين شمال إدلب وبالضبطِ في قرية قاح قُرب الحدود التركية السورية ما تسبَّب في مقتلِ عددٍ من المدنيين بينهم نساءٌ وأطفال.

## خلفيّة
بحلول التاسع من تشرين الأول/أكتوبر 2019 أطلقت تركيا ومعها الجيش الوطني السوري عمليّةً عسكريةً سُمّيت نبع السلام؛ واستهدفت التنظيمات الكرديّة المسلحة في شمال سوريا. تمكّن الجيش التركي وفصائل المعارضة السورية المسلحة هي الأخرى في السيطرة على عددٍ من القرى والمدن التي كانت خاضعة للتنظيمات الكردية في أيامٍ محدودةٍ ومع ذلك فقد لقيت هذه العملية العسكريّة «اعتراضًا كبيرًا» من طرفِ باقي الدول الفاعلة في الحربِ في سوريا وعلى رأسها فرنسا والولايات المتحدة. توقّفت عملية نبع السلام في وقتٍ لاحقٍ وذلك عقبَ بدء مشاورات بين أنقرة وواشنطن وتوصلهما لاتفاقٍ أولي يقضي بانسحابِ الميليشيات الكردي عددًا من الكيلومترات بعيدًا عن الحدود التركيّة.
بعد الاتفاق التركي-الأمريكي والذي تبعهُ اتفاقٌ آخر تركي-روسي؛ قلّت وتيرة الاشتباكات في المناطق الشمالية من سوريا إلّا أن الانفجارات والهجمات المتفرّقة من هنا وهناك لم تتوقف؛ بينما واصلت المقاتلات الروسية ومعها تلك السورية دكّ «مناطق المعارضة» بالصواريخِ من حينٍ لآخر إلى أن تمَّ استهدافُ مخيم النازحين في قاح مساء 20 تشرين الثاني/نوفمبر 2019 عبر صاروخ أرض-أرض مُحمّل بعددٍ من القنابل العنقودية ما تسبّب في سقوطِ العديدِ من الضحايا المدنيين في منطقة الاستهداف.

## القصف

### الاستهداف
بحلول الساعة السابعة والنصف من مساء يوم الأربعاء الموافق لـ 20 تشرين/الثاني نوفمبر 2019 (بالتوقيت المحلّي)؛ سُمع صوت انفجارٍ كبيرٍ على مقربةٍ من الحدود السورية التُركيّة قبل أن يتبين أن الانفجار ناجمٌ عن استهدافِ مخيم قاح شمالي إدلب بصاروخ أرض أرض يحملُ عددًا من القابل العنقوديّة أطلقهُ الجيش النظامي من معامل الدفاع جنوب حلب. تسبَّب الصاروخ في مقتلِ 9 مدنيين على الفور بينهم أربعة أطفال وامرأتين وعشرات الجرحى كحصيلة أولية كما تسبَّبَ في اندلاعِ حرائق ضخمة في الخيام.
بعد ساعتينِ من الهجوم؛ استهدفت بعضٌ من فصائل المُعارضة مواقعَ قوات النظام في محيط حلب بالصواريخ وذلك ردًا على القصف الذي استهدف مخيم النازحين في بلدة قاح؛ وركّزت فصائل المعارضة في ردّها على أحياء الخالدية وشارع النيل والشهباء والحمدانية ومشروع 3000 شقة ومشروع 606 وحلب الجديدة في مدينة حلب وكلها مواقع تُحيط بنقطة المراقبة الإيرانية في الأكاديمية العسكرية غربي المدينة. اندلعت في وقتٍ لاحقٍ اشتباكات خفيفة متقطعة وقصفٌ متبادلٌ في أكثر من محور لم يتسبب بوقوع ضحايا كما قامت الطائرات الحربية الروسية باستهدافِ بلدة كرسعة ومحيط بلدة البارة بجبل الزاوية بريف إدلب الجنوبي بالصواريخ الفراغيّة.

### الصاروخ المُستخدم
أكَّد محللون عسكريون وخُبراء في الأسلحة أن الصاروخ المُستخدم في قصفِ المخيم هو الصاروخ السوفييتي البالستي توشكا 9إم79 الذي يبلغُ مداه 120 كم؛ وقد كان محملًا بعددٍ مم القنابل العنقوديّة ما تسبب في الانفجارات الكبيرة والحرائق الضخمة التي خلّفها. في السياق ذاته؛ أكّدت فصائل المعارضة أن الصاروخ أُطلق من القاعدة الإيرانية في جبل عزان بريف حلب الجنوبي، والتي تبعد عن المخيّم مسافة 47 كم مُضيفةً أن النظام يمتلك منصات إطلاق لهذا النوع من الصواريخ في معامل الدفاع القريبة من عزان، والتي تبعدُ عن المخيم أقلَّ من 70 كم.

### الضحايا
تسبَّبَ القصفُ على المخيّم في مقتل مقتل 12 مدنيًا بينهم 7 أطفال و3 نساء بالإضافةِ إلى 52 جريحًا حسب ما أحصتهُ منظمة الدفاع المدني التي أصدرت بيانًا قالت فيهِ إنَّ فرقها الإسعافية قد تعاملت مع عددٍ كبيرٍ من الضحايا؛ حيثُ أرسلت الحالات الخطرة إلى المشافي التركية فيما تعاملت مع تلك البسيطة ميدانيًا مؤكّدةً في الوقت ذاته على أن الهجوم قد أدى لاحتراقِ عددٍ من الخيم ودمار جزئي في «مشفى الأمومة» المُختصّ بعلاجِ النساء والأطفال.

## ردود الفعل
ندَّدت الأمم المتحدة بقصفِ مخيم قاح للنازحين في منطقة خفض التصعيد شمالي سوريا واعتبرته «مثيرًا للاشمئزاز»، بينما قالَ مارك كوتس نائب المنسق الأممي الإقليمي في سوريا «صُدمت من الهجوم الأخير المدمِّر على المدنيين في إدلب، واستهداف الصواريخ للمستضعفين القاطنين في المخيم بمن فيهم المسنين والنساء والأطفال! هذا مثيرٌ للاشمئزاز.» داعيًا إلى ضرورة إجراء تحقيقٍ شاملٍ «بالحادث الرهيب» ومُجددًا مطالبته لجميع الأطراف المتصارعة التمييز بين المدنيين والمقاتلين بموجب القانون الدولي.
محليًا أدانَ الجيش الوطني السوري في بيانٍ رسمي له «استهداف النظام وميليشياته مخيم النازحين في بلدة قاح بريف إدلب الشمالي .... هذه الجريمة تُضاف إلى سجِّل نظام الأسد الإجرامي الذي لم يتوقف عن استهداف المدنيين من الشعب السوري»، في حين حمّلَ الدفاع المدني السوري قوات النظام السوري وحلفائها مسؤولية ارتكابِ المجزرة التي راح ضحيتها عشرات القتلى والجرحى داعيًا المجتمع الدولي إلى اتخاذ موقفٍ حازمٍ حيال الانتهاكات اليومية لقواتِ النظام والقوات الروسية وحلفائهم بحقّ المدنيين.